# Isabella Verney
Isabella Verney (Turín, 10 de agosto de 1925) es una exmodelo italiana, famosa por ser la primera ganadora de Miss Italia en 1939, cuando el concurso se llamaba «Cinque mila lire per un sorriso» (Cinco mil liras por una sonrisa).
Después de la victoria, Verney fue invitada a asistir al Centro Experimental de Cinematografía, dado que había existido una propuesta de Vittorio De Sica para tomar parte en un film, pero como a la época tenía apenas 14 años, y su familia residía en Turín, decidió renunciar.
Más tarde Verney se casó y tuvo dos hijos, abandonando completamente la carrera artística.
Actualmente vive en Roma y con frecuencia relata su experiencia, de la cual conserva un lindo recuerdo.[cita requerida]